# Green Harbor-Cedar Crest
Green Harbor-Cedar Crest é um lugar designado pelo censo localizado no condado de Plymouth no estado estadounidense de Massachusetts. No Censo de 2010 tinha uma população de 2.609 habitantes e uma densidade populacional de 514,74 pessoas por km².

## Geografia
Green Harbor-Cedar Crest encontra-se localizado nas coordenadas 42° 04′ 37″ N, 70° 39′ 24″ O. Segundo a Departamento do Censo dos Estados Unidos, Green Harbor-Cedar Crest tem uma superfície total de 5.07 km², da qual 4.65 km² correspondem a terra firme e (8.33%) 0.42 km² é água.

## Demografia
Segundo o censo de 2010, tinha 2.609 pessoas residindo em Green Harbor-Cedar Crest. A densidade populacional era de 514,74 hab./km². Dos 2.609 habitantes, Green Harbor-Cedar Crest estava composto pelo 98.31% brancos, o 0.11% eram afroamericanos, o 0.31% eram amerindios, o 0.23% eram asiáticos, o 0% eram insulares do Pacífico, o 0.38% eram de outras raças e o 0.65% pertenciam a duas ou mais raças. Do total da população o 1.49% eram hispanos ou latinos de qualquer raça.